# ستافروس توتزياراكيس
ستافروس توتزياراكيس مواليد 5 نوفمبر 1987 في فلورينا، هو لاعب كرة سلة يوناني. بدأ مسيرته الاحترافية في سنة 2006. يلعب في الدوري اليوناني لكرة السلة كلاعب وسط. يحمل الرقم 4. يبلغ طوله 6 قدم 10.75 بوصة (2.1 م). حقق المركز الثاني في ألعاب البحر الأبيض المتوسط 2009. لعب مع نادي ماكدونيكوس لكرة السلة ونادي إيه إي كي لكرة السلة.

## الميداليات
| الميدالية | المسابقة                        |
| --------- | ------------------------------- |
| فضية      | ألعاب البحر الأبيض المتوسط 2009 |

## روابط خارجية
- ستافروس توتزياراكيس على موقع الاتحاد الدولي لكرة السلة (الإنجليزية)
- ستافروس توتزياراكيس على موقع كرة السلة الأوروبية.كوم (الإنجليزية)
- ستافروس توتزياراكيس على موقع ريلجم (الإنجليزية)
- ستافروس توتزياراكيس على موقع بروبوليرز (الإنجليزية)
- ستافروس توتزياراكيس على موقع سبورتس رفرنس (الإنجليزية)